# ゴシック体
ゴシック体（ゴシックたい、英語: Gothic、ゴチック体とも）は、縦横の太さが均等に見えるようデザインされた和文書体の呼称である。

日本におけるコンピュータ用ゴシック体の比較。MS ゴシック・MS P ゴシック（マイクロソフト）、 Osaka （Apple）、東風ゴシック、ヒラギノ角ゴシック・ヒラギノ丸ゴシック・（SCREENホールディングス）・小塚ゴシック （アドビ）

## 概要
起筆・終筆点にセリフ（飾り）に類するデザインがないことから、欧文書体におけるサンセリフ書体に相当し、和文組版では明朝体と並んでよく使われる主要なフォントである。日本では一般的に、明朝体と異なり文字のすべての要素が均一な太さで構成されている書体を包括して示す用語として用いられる。
従属欧文（アジア圏の書体に含まれる漢字やかなと同列の文字としてのアルファベット）としてゴシック体のアルファベットが存在するが、欧文書体では「Gothic」は広範囲な「ローマン書体以外の文字」の意味のため、日本語と同じ意味にはならない。また英語の「Gothic Script」（ゴシック体）は通常、中世風のブラックレターを指す。中国語においては同様の書体を「黑体（Hēitǐ ヘイティ）」と呼ぶ。
かつては「ゴジック」「ゴチック」とも呼ばれ、当て字で「呉竹体」とも表記されるケースもあった。日本産業規格（旧・日本工業規格、JIS Z 8208:2007）では、印刷校正における修正指示や組版指定に用いる併用記号として、ゴシック体を示す記号に「ゴチ」を規定しており、「ゴ」の表記も許容している。

## 歴史
タイポグラフィとしての和文ゴシック体は、見出しなどでの強調を目的として生まれた書体とされる。
和文ゴシック体が正確にいつ出現したかは明らかでない。最初期のものは欧文活字に接する機会が多かった政府機関で製造されていたとみられ、『官報』第837号（1887年6月1日付）に使用例がある。
民間では明治・大正期の大手活字メーカーだった東京築地活版製造所が1891年に製造した活字「五號ゴチック形」が最古とみられている。
日刊新聞においては1920年前後から、一部の見出しや強調用途としてゴシック体活字を用いた組版が出現し、以降、明朝体に並ぶ汎用的書体として、主に見出し用活字として用いられている。
日本の印刷組版においては、活版印刷の初期から本文組に用いられ書体の改良が重ねられた明朝体に対し、戦前から戦後まもなくにかけてゴシック体は一般的に本文組には用いられず、主に本文中の強調や見出し用途に限定して用いられた。例外的にゴシック体で文章を組む場合には、かなをゴシック体同様の強調・見出し用途としてゴシック体に合わせた太さを持たせた籠文字（江戸文字）系のアンチック体とする混植（アンチゴチ）が広く行われていた。
戦後は活字・写真植字ともにゴシック体の書体改良が繰り返されて本文組においてもゴシック体の利用が広まった。太さが異なる書体バリエーションの増加、丸ゴシックなどの派生書体や毛筆的要素を極力廃した新書体（写研・中村書体室「ゴナ」「ナール」、モリサワ「新ゴ」など）が増加して普及した。